# La dama rossa uccide sette volte
La dama rossa uccide sette volte és una pel·lícula italiana de 1972 dirigida per Emilio Miraglia.

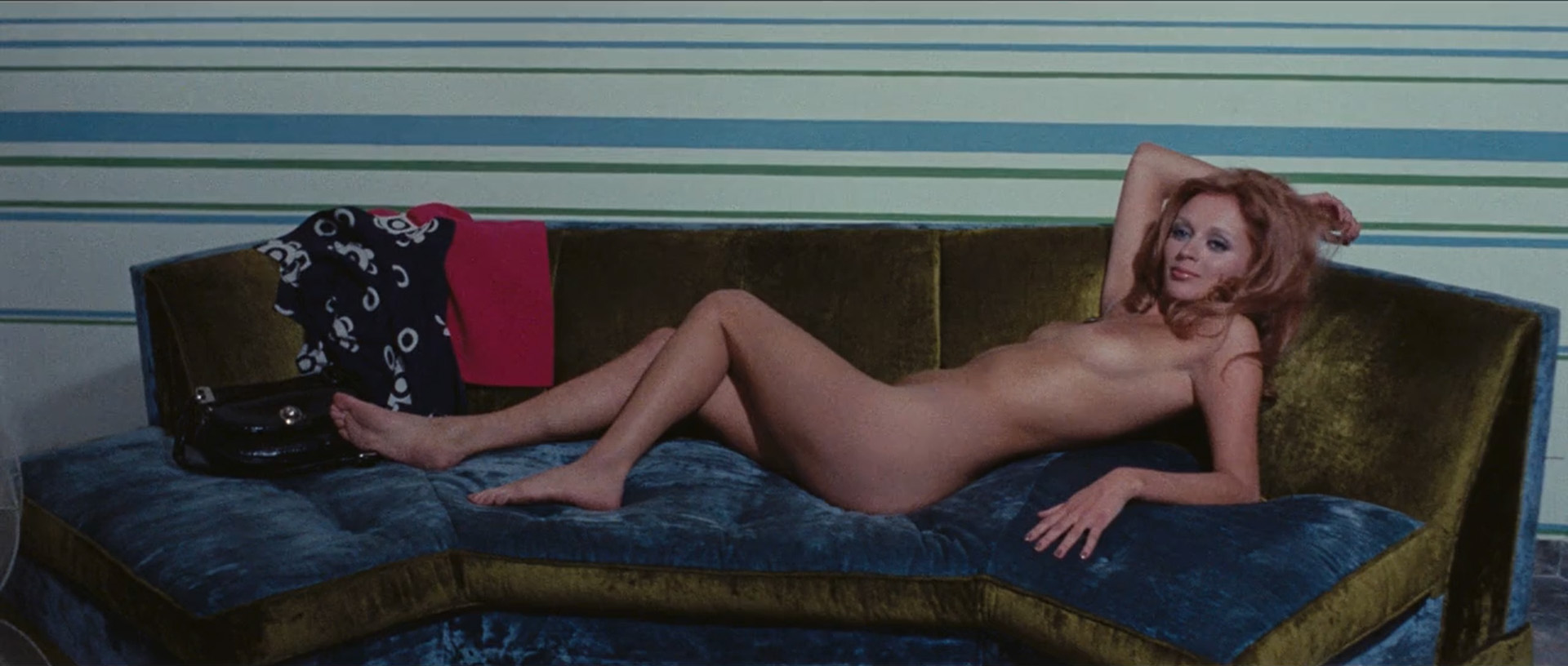
Sybil Danning a una escena de la pel·lícula

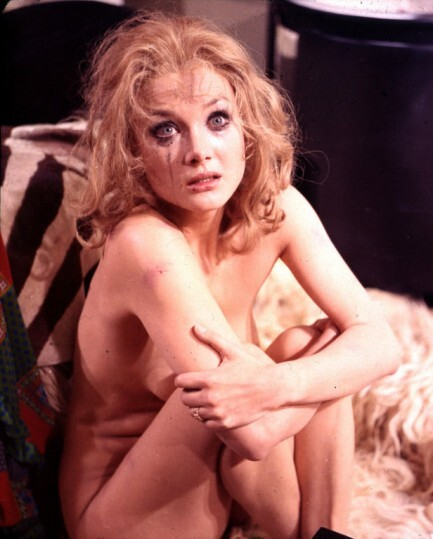
Brbara Bouchet en una escena

## Argument
Cada cent anys la "Dama Roja" torna a un castell a Alemanya Occidental per repetir les feines que va començar fa uns quants segles (va matar set persones, l'última de les quals era la seva germana). Tobias Wildenbrück, l'actual propietari del castell, per neutralitzar la maledicció (és el període en què se suposa que la Dama Roja tornarà a colpejar), intercanvia una de les seves nebodes, Eveline (que suposa que és l'assassina), amb una pagesa. Malgrat això, els crims es cometen de totes maneres: Tobias està entre les víctimes. Uns anys més tard, Ketty (l'altra neboda) és víctima de sospites i pors (creu que ha matat, encara que sense voler, la seva germana petita; en realitat era la petita pagesa, i l'assassinat no havia estat comès per ella). Martin, el nou director de la casa de moda on treballa Ketty, descobreix que Franziska Wildenbrück és l'assassina d'Eveline (la Dama Roja, instrumentalitzada per ella) i la responsable d'altres malifetes. La dona, després d'haver intentat aliar-se amb Martin proposant-se dividir l'herència deixada per Tobias, és assassinada pel seu marit, que ha arribat i a qui ha traït: abans de morir, però, apunyala en Martin. Arriba la policia. Ketty es salva per l'aigua que va irrompre als cellers del castell, on havia anat, atreta per ella. La noia i en Martin es troben en una ambulància, dirigida a l'hospital.

## Repartiment
- Ugo Pagliai: Martin Hoffmann
- Barbara Bouchet: Ketty Wildenbrück
- Maria Pia Giancaro: Rose Mary Müller
- Rudolf Schündler: Tobias Wildenbrück
- Marina Malfatti: Franziska Wildenbrück
- Marino Masè: inspector Toller
- Sybil Danning: Lulù Palm
- Nino Korda: Herbert
- Fabrizio Moresco: Peter
- Bruno Bertocci: Hans Meyer
- Dolores Calò: Leonore Reuberg

## Producció
La dama rossa uccide sette volte va ser l'última pel·lícula d'Emilio Miraglia i el seu segon giallo després de La notte che Evelyn uscì dalla tomba.
La pel·lícula es va rodar principalment entre Würzburg i Weikersheim a Alemanya Occidental.

## Distribució
La pel·lícula va ser distribuïda als cinemes italians per Cineriz el 18 d'agost de 1972. Va recaptar un total de 513.725.000 lires a tot el país.
La pel·lícula és coneguda als Estats Units i Gran Bretanya com The Red Queen Kills Seven Times, Blood Feast, Feast of Flesh, The Corpse Which No Want to Die i The Seven Times; a França com a La dame rouge tua sept fois, a Espanya com a La Mujer Roja mata siete veces i a Alemanya com a Die Rote Dame. La versió alemanya és uns 15 minuts més curta que la italiana.